# Plough Lake
Plough Lake är en sjö i Antarktis. Den ligger i Östantarktis. Australien gör anspråk på området. Plough Lake ligger 28 meter över havet. Den ligger vid sjön Kemp Lake.